# Communauté rurale de Diossong
La communauté rurale de Diossong est une communauté rurale du Sénégal située à l'ouest du pays. 
Elle fait partie de l'arrondissement de Djilor, du département de Foundiougne et de la région de Fatick.
Lors du dernier recensement, la CR comptait 39 248 personnes et 4 439 ménages.
Sa configuration a été remaniée en 2010.
Son chef-lieu est le village centre de Diossong.
La CR est composée des villages suivants : 
1. Bambougar El Hadji
2. Bambougar Malick Ndiaye
3. Bambougar Manath
4. Bambougar Massamba
5. Bouly
6. Darou Sader Khouma
7. Diossong
8. Kébé Ansou
9. Kébé Coudé
10. Keur Abdou Yacine
11. Keur Aliou Diop
12. Keur Diakham
13. Keur Elimane
14. Keur Elimane Aïcha
15. Keur Fafa Wély
16. Keur Khoureychi
17. Keur Lahine Fatim
18. Keur Mbaye Maty
19. Keur Sèle
20. Lérane Coly
21. Lérane Sambou
22. Mbouloum
23. Mbowène Ibra
24. Mbowène Sira
25. Mbowène Soulène
26. Ndiaffé Ndiaffé
27. Ndiaye Ndiaye Ouolof
28. Ndienguène Mady
29. Ndiobène Ndiaffé
30. Ndiongome Ndiack
31. Ndiongone Bouré
32. Ndiyène Ndiaffé
33. Ndorong Sérère
34. Ndorong Wolof
35. Ndramé Macoumba
36. Ngayène Daour
37. Passy Aly Dièye
38. Passy Mbitayène
39. Tallène
40. Thiakho Malamine
41. Thiamène Birane
42. Thiamène Sathiéba